# Страдание
Страда́ние — совокупность крайне неприятных, тягостных или мучительных ощущений живого существа, при котором оно испытывает физический и эмоциональный дискомфорт, горе, боль, стресс, муки.
Согласно словарю Ожегова, страдание — физическая или нравственная боль, мучение.
А. А. Чанышев в НФЭ определяет страдание как «претерпевание, противоположность деятельности; состояние боли, болезни, горя, печали, страха, тоски и тревоги». В то же время это форма активного напряжения физических и духовно-нравственных сил человека или совокупности индивидов; среди его свойств упоминают также отчаяние, раздвоение, страсти. Отмечают также, что страданию имманентен, в той или иной мере, опыт познания.

## Этимология
Большая энциклопедия по психиатрии (2-е изд., 2012) приводит в качестве этимологии общеславянск. страда «работа; нужда»; лат. sterno «повергать в уныние, губить».
И. В. Дробышева указывает греч. πάθημα, πάσχω «страдание, болезнь, мучение», считающиеся родственными греч. στρηνής, στρηνός «острый, грубый», лат. strēnuus «усердный, предприимчивый».

## В философии
По А. А. Чанышеву, «для античного мировосприятия вопрос о смысле (цели, оправданности) страдания почти невозможен», оно «выпадает на долю человека по закону, безразличному к отдельному лицу (рок)».
Со времён Аристотеля страдание наделяется категориальным статусом, это одна из десяти выделяемых им философских категорий.
Эпикур считал, что мудрость, как результат изучения философии, исцеляет от душевных страданий.
Южноафриканский философ Дэвид Бенатар, написавший книгу «Лучше никогда не быть», описывает в ней страдания человечества и с позиции антинатализма утверждает, что первопричина всех страданий — рождение, поэтому не следует производить на свет новых существ.

## В литературе
В русской литературе
В повести «Записки из подполья» Ф. М. Достоевского выражается мысль, что страдание является единственной причиной сознания: «… страдание есть сомнение, есть отрицание. Страдание — да ведь это единственная причина сознания. <…> сознание, по-моему, есть величайшее для человека несчастие, но я знаю, что человек его любит и не променяет ни на какие удовлетворения». Доктор философских наук С. М. Климова пишет: «Подпольный человек воспринимает сознание (сознание-страдание) как наказание за понимание, он открыл свободу в мысли, но совершенно не знает, что с ней делать». Как отмечает достоевист В. Н. Захаров, Достоевский «…воспринял каторгу как очистительное страдание, сопричастное Голгофе и воскрешению Христа». Поэтому в сочинениях Ф. М. Достоевского часто проводится идея очистительного страдания.
Алексей Ремизов противопоставляет страдание как полезные или необходимые неприятности муке как бессмысленным неприятностям.

Страдание же есть состояние духовное, светоносное и окрыляющее; оно раскрывает глубину души и единит людей в полуангельском братстве; оно преодолевает животное существование, приоткрывает дали Божии, возводит человека к Богу, побеждает отчаяние, дает надежду и укрепляет веру. В страдании тает тьма и исчезает страх.— Ильин И. А. «Творчество А.М.Ремизова» // Ильин И. А. О тьме и просветлении

## Психология
В психологии страдание рассматривается как состояние сильного внутреннего конфликта человека, когда различные внутренние желания или побуждения входят в противостояние друг с другом, как бы разрывая или наоборот скручивая человека изнутри.
Предельное напряжение страдания есть му́ка.
Кандидат философских наук Я. В. Парусимова пишет, что в работах большинства психологов страдание трактуется как угрожающее здоровью человека состояние, приводящее к неврозам и психозам.
Кандидат философских наук Д. А. Токарев отмечает, что отношение человека к страданию напрямую зависит от его отношения к жизни, от умения найти точку опоры в сложном и противоречивом мире.
По мнению кандидата философских наук М. В. Бабалаевой, страдание побеждается любовью, всем жизненным устремлением человека к счастью.

## Религия
Ввиду того, что, сопровождая человечество на протяжении всей истории, страдания как таковые воспринимались как явное и наиболее острое отражение окружающей объективной действительности, они заняли особое место во многих вероучениях и философских системах. В частности, отдельное место страданиям отводится в буддийской философии, в христианстве, в иудаизме и др.:
- Страдание (буддизм)
- Страдание (христианство)
- Страдание (православие)
- Страдание (каббала)

В своём трактате «Страдание» К. Льюис, рассматривая страдание через христианское вероучение, выделяет страдание как исцеление, страдание как возмездие, страдание как путь к счастью, страдание как познание, страдание как испытание.